# Volker Schlicke
Volker Schlicke (* 30. Dezember 1961) ist ein ehemaliger deutscher Fußballspieler, der in den 1980er Jahren für Dynamo Dresden, Sachsenring Zwickau und Fortschritt Bischofswerda in der DDR-Oberliga, der höchsten Spielklasse im DDR-Fußball, aktiv war. Er ist mehrfacher DDR-Nachwuchsnationalspieler.

## Sportliche Laufbahn
Zur Jahrgangsmannschaft 1979/80 der DDR-Juniorennationalmannschaft gehörte auch der Nachwuchsspieler der SG Dynamo Dresden Volker Schlicke. Er bestritt acht Juniorenländerspiele, in denen er in der Regel als Linksaußenstürmer eingesetzt wurde. Bei Dynamo Dresden spielte er seit 1979 in der Nachwuchsoberliga, in der er bis zu deren Ende 1983 aufgeboten wurde. In der Saison 1980/81 absolvierte der 1,76 m große Schlicke seine beiden ersten Punktspiele in der DDR-Oberliga. Bei den letzten beiden Saisonspielen wurde er als Einwechselspieler eingesetzt. 1981/82 kam er in der Oberliga nicht zum Zuge, dagegen wurde er im Februar 1982 im Länderspiel der  DDR-Nachwuchsnationalmannschaft gegen Griechenland (0:1) eingesetzt, wieder als Einwechsler. In der Spielzeit 1982/83 bestritt Schlicke zwei weitere Oberligaspiele am 11. und 12. Spieltag, wobei er am 11. Spieltag als Linksaußen die voll Spieldauer bewältigte.
Nachdem am Ende der Saison 1982/83 die Nachwuchsoberliga eingestellt worden war, hatte Dynamo Dresden für Schlicke keine Verwendung mehr und entließ ihn zur BSG Sachsenring Zwickau, die gerade aus der Oberliga abgestiegen war. Während er 1983/84 nur vier Spiele in der DDR-Liga absolvierte (1 Tor), wurde er in Spielzeit 1984/85 mit 28 DDR-Ligaspielen bei 34 Runden und zwei Toren zum Stammspieler der Zwickauer. Die BSG Sachsenring erreichte die Aufstiegsrunde zur Oberliga, in der Schlicke alle acht Begegnungen bestritt und so zu einem Garanten für den Aufstieg wurde. Seinen Stammplatz verteidigte Schlicke auch in der Oberligasaison 1985/86. Hauptsächlich im linken Mittelfeld spielend, wurde er in 21 der 26 Punktspiele eingesetzt, erzielte allerdings nur ein Tor. Zwickau konnte die Klasse nicht halten und spielte bis 1988 wieder in der DDR-Liga.
Schlicke konnte sich von einer am letzten Oberligaspieltag erlittenen Verletzung lange nicht erholen und kam bis zum Ende der Spielzeit 1987/88 nur in sieben DDR-Liga-Spielen zum Einsatz (1 Tor). 1988 gelang Zwickau die Rückkehr in Oberliga, zu der Schlicke mit sechs Spielen beigetragen hatte. Obwohl ihn die BSG Sachsenring für die Oberligasaison 1988/89 nominiert hatte, kam er nicht zum Einsatz. Zwickau stieg erneut nach einem Jahr aus der Oberliga ab, und Schlicke wechselte zum DDR-Ligisten Fortschritt Bischofswerda. Mit dessen Mannschaft konnte er erneut einen Oberligaaufstieg feiern, hatte aber mit elf Punktspieleinsätzen und einem Tor bei 34 ausgetragenen Spielen nur einen marginalen Anteil. Nachdem Volker Schlicke in der Oberligaspielzeit 1989/90 nur einen siebenminütigen Einsatz als Einwechselspieler zu verzeichnen hatte, trat er später nicht mehr im höherklassigen Fußball in Erscheinung.
Heute lebt Volker Schlicke in Dresden.